# Согдийцы
Согди́йцы (согд. swγδ, swγδ’k) — исторический народ иранского происхождения, населявший территорию Согдианы, располагающейся в долине реки Зеравшан — от современной  Бухары (Узбекистан) до Худжанда (Таджикистан). По выражению российского востоковеда В. В. Бартольда, согдийцев по своему торгово-культурному вкладу в регион можно назвать «финикийцами Центральной Азии». Согдийский язык был одним из государственных языков Тюркского каганата в VI веке. На территории Центральной Азии он оставался в употреблении вплоть до XIV века.
Согдийцы, наряду с восточно-иранскими народами, являются одним из предков современных таджиков, населявших территорию от современной Бухары (Узбекистан) до Худжанда (Таджикистан), и узбеков. Современные ягнобцы Таджикистана считаются этнолингвистическими потомками согдийцев, а их язык восходит к одному из диалектов согдийского.
По мнению согдолога В. А. Лившица, в согдийских источниках IV—VIII вв. согдийцами называли только самаркандцев и пенджикентцев, но не бухарцев и кешцев, то есть эти две группы, по-видимому, не рассматривали друг друга как единый народ.
По мнению известного востоковеда С. Кляшторного, авторы раннесредневековых тюркских надписей отличали согдийцев (soġdaq) от бухарцев (buqaraq).

## История

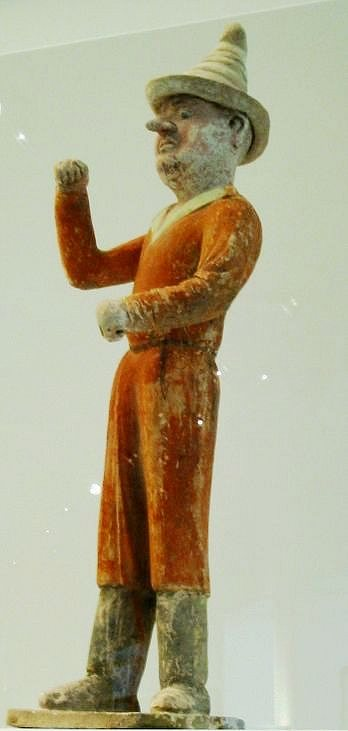
Керамическая фигурка согдийского купца в северном Китае, династия Тан, VII в. н. э.

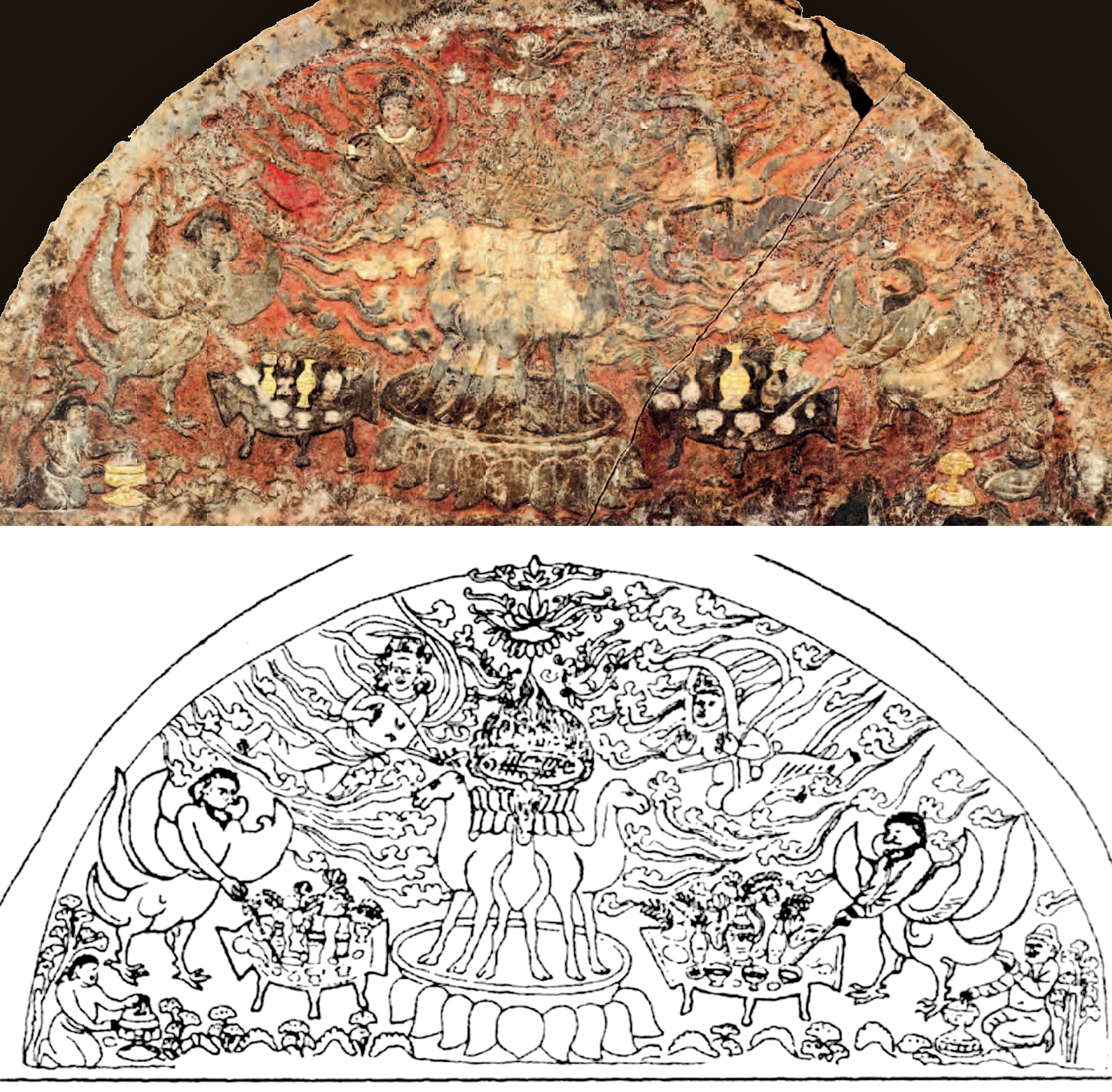
Церемония поклонения зороастрийскому огню, изображённая на гробнице Ань Цзя, согдийского купца в Китае.

Впервые согдийцы упоминаются «Авесте» в середине I тысячелетия до нашей эры. В VI в. до н. э. согдийцы вошли в состав державы персов-Ахеменидов. Как и другие народы «мировой державы», бактрийцы, согдийцы, парфяне, хорезмийцы и саки платили персидскому царю огромные подати. Персы от уплаты податей были освобождены, и население собственно Персии жило за счёт поборов, взимаемых с других областей державы. Историк Геродот в списке сатрапий, учреждённых персидским царём Дарием I, называет хорезмийцев в составе XVI податного округа наряду с парфянами, согдийцами и ариями. Геродот, перечисляя подразделения персидской армии Ксеркса, выступившей против Греции, называет отряды бактрийцев, парфян, хорезмийцев и согдийцев.
По китайским источникам, в конце II в. н. э. — начале I в. н. э., в Согде правители Самаркандского Согда имели общее происхождение из дома Чжаову, то есть юэчжей.
Согдийцы выполняли торгово-посредническую функцию между двумя великими империями — Римской (позже Византией) и танским Китаем. Китайский путешественник Чжан Цянь, посетив Согдиану, писал:

Канцзюй (Согдиана) находится на расстоянии в 2000 ли (ок. 1000 км) к северо-западу от Давани (Фергана). Люди ведут кочевой образ жизни и обычаями своими напоминают народ юэчжи. У них 80 или 90 тыс. лучников на вооружении. Эта маленькая страна граничит с Даванью и признает независимость юэчжи. — «Ши цзи», гл. 123, «Повествование о Давани»
Согдийцы активно участвовали в торговле по Великому шёлковому пути. Есть сведения, что производившееся в Согде оружие (в частности, кольчуги) закупалось китайцами и жителями других стран. В IV—VIII веках согдийцы доминировали в торговле между Востоком и Западом, их торговые колонии были найдены далеко за пределами Согда — в частности, на территории современного восточного Китая. Согдийский язык использовался в качестве лингва франка на большом протяжении Шёлкового пути и оставил следы в виде заимствованной лексики в персидском и ряде тюркских языков. Активные торговые связи согдийцев с соседями способствовали распространению в Средней Азии наряду с зороастризмом также буддизма.
Общность некоторых областей материальной культуры оседлых народов Центральной Азии и кочевников-тюрков была связана с известной общностью интересов согдийских городов и тюркских каганов. Колонизационная деятельность согдийцев и их международная торговля по пути, проходившим через степь, была политически выгодна и приносила доходы тюркским каганам, которые покровительствовали согдийцам.

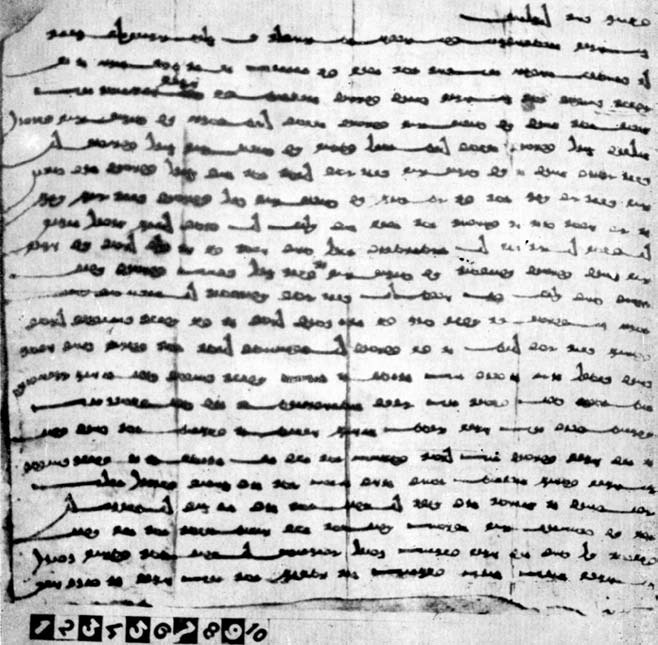
Письмо арабского эмира Деваштичу, найденное на горе Муг

Определённая часть тюрков влилась в VI—VIII вв. в состав согдийской знати и аппарата управления. Мугские документы показывают, что к началу VIII в. тюрки играли немаловажную роль и в городской жизни Согда. Документы фиксируют брак Ут тегина, представителя тюркской знати, с согдианкой, причём, Ут тегин был тесно связан с двором Диваштича.
В 651 году арабы положили конец правлению Сасанидов в Персии, после чего двинулись в Мавераннахр. Согдийцы долго сопротивлялись, но в 722 году были окончательно сломлены воинами хорасанского эмира Саида аль-Хараши. Они обманом выманили одного из согдийских правителей — Деваштича — из крепости Муг, где тот, укрывшись с остатками воинов, вёл отчаянное сопротивление. Впоследствии в регионе происходили восстания против арабских завоевателей (в частности, в 728—729 годах).
В борьбе согдийцев против арабских захватчиков их главными союзниками выступили тюрки. В письме согдийского правителя Диваштича хохсарскому государю Афаруну содержатся указания на то, что Диваштич считал себя вассалом кагана — речь идёт, по-видимому, о кагане восточных тюргешей: «У меня (Диваштича — В. Л.) известия таковы: наши гонцы сюда спустились и мне от кагана высокий чин и почёт принесли. И прибыло также много войск, а также тюрки…»

## Культура и язык

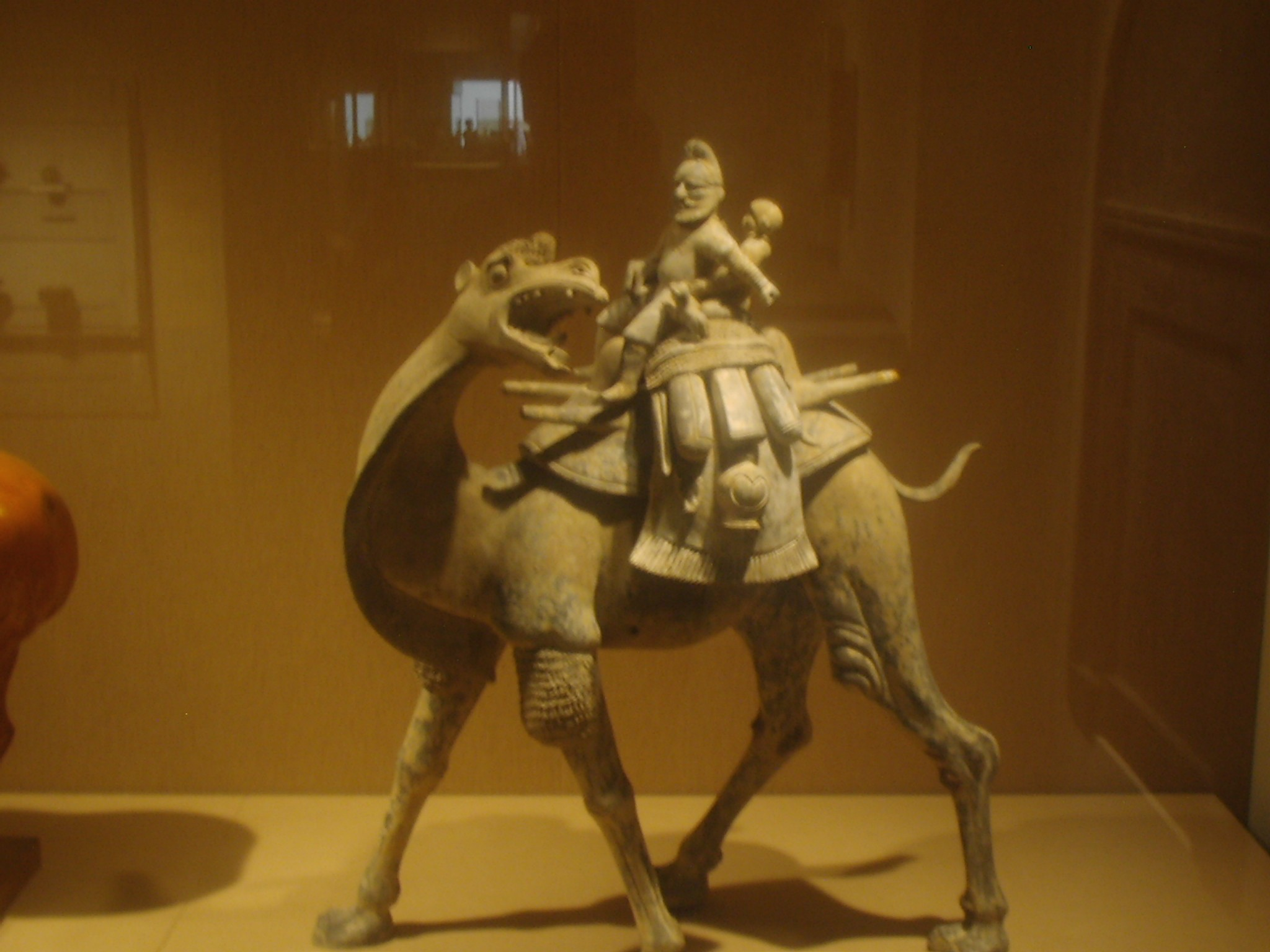
Верблюд со всадником (шипящий на седока верблюд), китайская керамическая статуэтка, конец VII века (династия Тан)

VI век считается пиком согдийской культуры, судя по его высокоразвитой художественной традиции. К этому моменту согдийцы укрепились в роли центральноазиатских торговцев, передавая товары, культуру и религию. В Средние века долина Зарафшана вокруг Самарканда сохранила своё согдийское название — Самарканд. Там, где согдийцы двигались в значительных количествах, их язык оказал существенное влияние на народы и их языки. Например, во времена китайской династии Хань местное название города Тарима в Лулане было «Крорайна», возможно, с греческого из-за соседнего эллинистического влияния. Однако, спустя века в 664 году н. э. китайский буддийский монах Сюаньцзан обозначил его как «Нафупо» (納 縛 溥), который, по словам доктора Хисао Мацуды, является транслитерацией согдийского слова «Навапа», означающего «новая вода».
Позже по Британской энциклопедии, средневековые арабские географы считали это место одним из четырёх прекрасных регионов мира.

### Язык
Согдийцы говорили на согдийском языке иранской ветви, индоевропейской языковой семьи, родственном бактрийскому и хорезмийскому. Письменность была основана на арамейском алфавите (вязь с направлением письма справа налево, причём большинство гласных на письме не обозначалось).
В раннем средневековье согдийцы различали разницу между согдийским, персидским и парфянскими языками и поэтому были составлены согдийско-персидско-парфянские словари.
Бухарский согдийский язык проявляет некоторые отличия как от литературного согдийского, так и от топонимии других областей Мавераннахра. Эти отличия касаются некоторых особенностей лексики, словообразования и фонетики. 
Долгое время согдийский язык был международным языком от Каспия до Тибета. Его письменность стала основой для уйгурского, монгольского и манчжурского письма. Согдийский также был заметен в городе-оазисе Турфан в регионе Таримского бассейна северо-западного Китая (в современном Синьцзяне). Судя по согдийской Бугутской надписи в Монголии, написанной в 581 г., согдийский язык также был одним из официальных языков Тюркского каганата, созданного тюрками.
Позднее согдийский язык был вытеснен с территории Согда классическим персидским (и его таджикским диалектом) и тюркскими языками. Однако согдийский (новосогдийский) язык до сих пор находится в употреблении у малочисленной народности ягнобцев (по разным оценкам от 2 до 12 тысяч говорящих) и Пенджикента в горной местности (по оценкам 500—700 человек) в Согдийской области Таджикистана и в окрестностях Душанбе.

### Реликты согдийского языка в узбекском языке
По мнению известного востоковеда М. Андреева, некоторые слова из согдийского языка оказались в составе лексики среднеазиатского тюркского, а затем узбекского языка, как, например, куп — много (узб. köp), катта — большой (узб. kəttə), кальта — короткий или маленький (узб. kalta).
Тесные тюрко-согдийские связи способствовали заимствованиям из тюркского языка в согдийский и наоборот.

### Искусство
Живопись Афрасиаба середины VII века в Самарканде показывает редкий сохранившийся пример согдийского искусства. Картины, показывающие сцены повседневной жизни и такие события, как приезд иностранных послов, находятся в руинах аристократических домов. Неясно, служила ли какая-либо из этих дворцовых резиденций официальным дворцом правителей Самарканда. По мнению Л. И. Альбаума самая многочисленная группа фигур на западной стене афрасиабской живописи представляет собой изображения тюрок.
Самые старые сохранившиеся согдийские монументальные настенные росписи относятся к V веку и находятся в Пенджикенте, Таджикистан. Благодаря дошедшим до нас памятникам искусства мы не только узнаём многое об обществе и политической истории самаркандского Согда, но и о верованиях древних согдийцев. Например, ясно, что согдийский буддийский пантеон включал ряд древнеиранских божеств. В Семиречье найдены согдийские позолоченные бронзовые бляшки с изображением соития мужского и женского божеств с протянутыми руками рядом с верблюжонком (добуддийский мотив, отражённый также на изображениях Самарканда и Пенджикента.
Тюрко-согдийские взаимовлияния в искусстве были предметом исследования Б. И. Маршака. Он полагал, что как для согдийского, так и для древнетюркского искусства были характерны близкие зооморфные мотивы, воплощавшие общий героический идеал.
Ф. Заславская и В. Мешкерис, изучавшие согдийские терракотовые статуэтки VI—VIII вв., также отмечают наличие древнетюркской темы в коропластике согдийцев (изображения тюркских воинов-всадников).

### Одежда

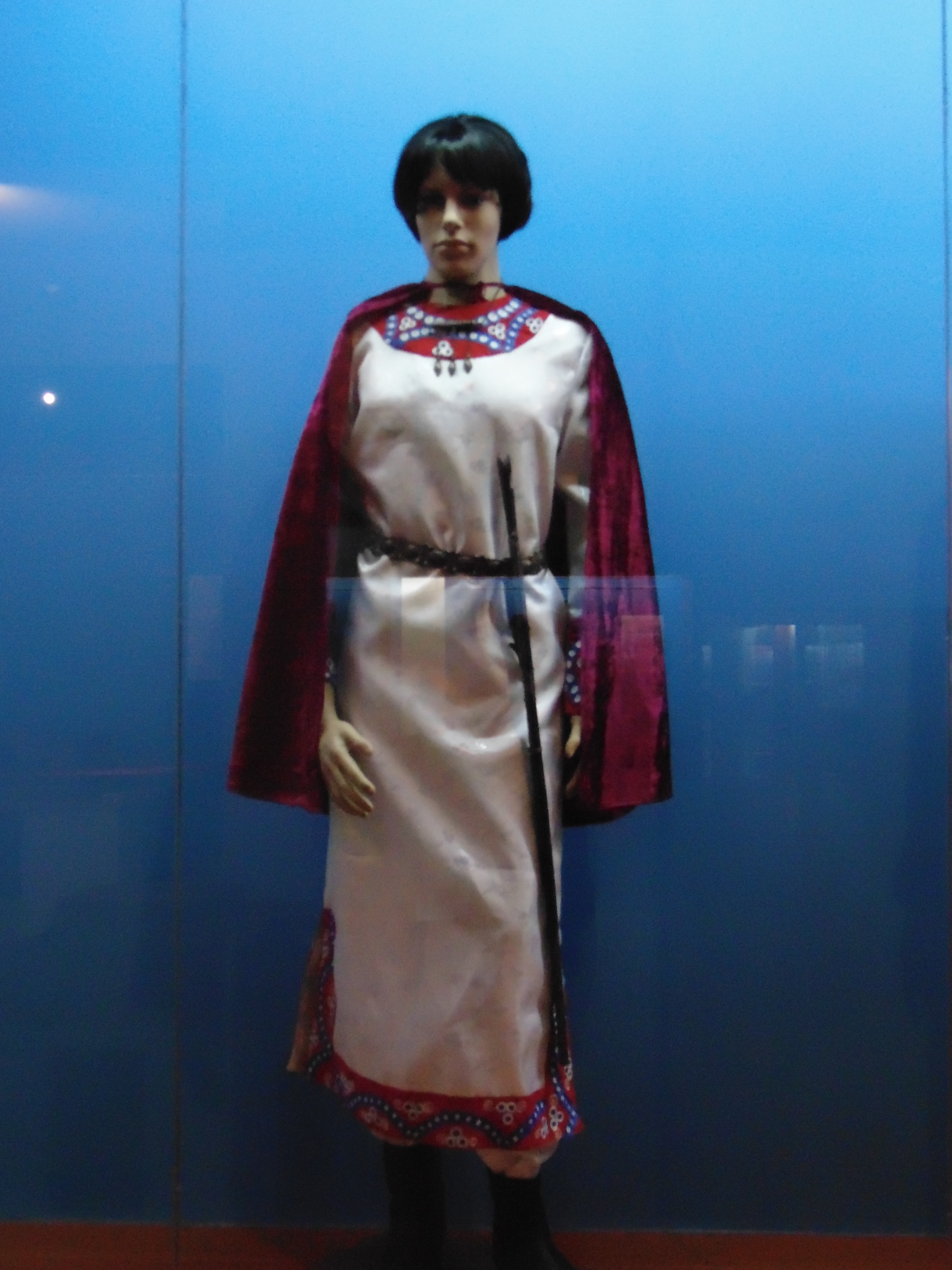
Согдийская мужская одежда Афрасиаба (Самарканд, Узбекистан). Национальный музей Таджикистана, Душанбе.
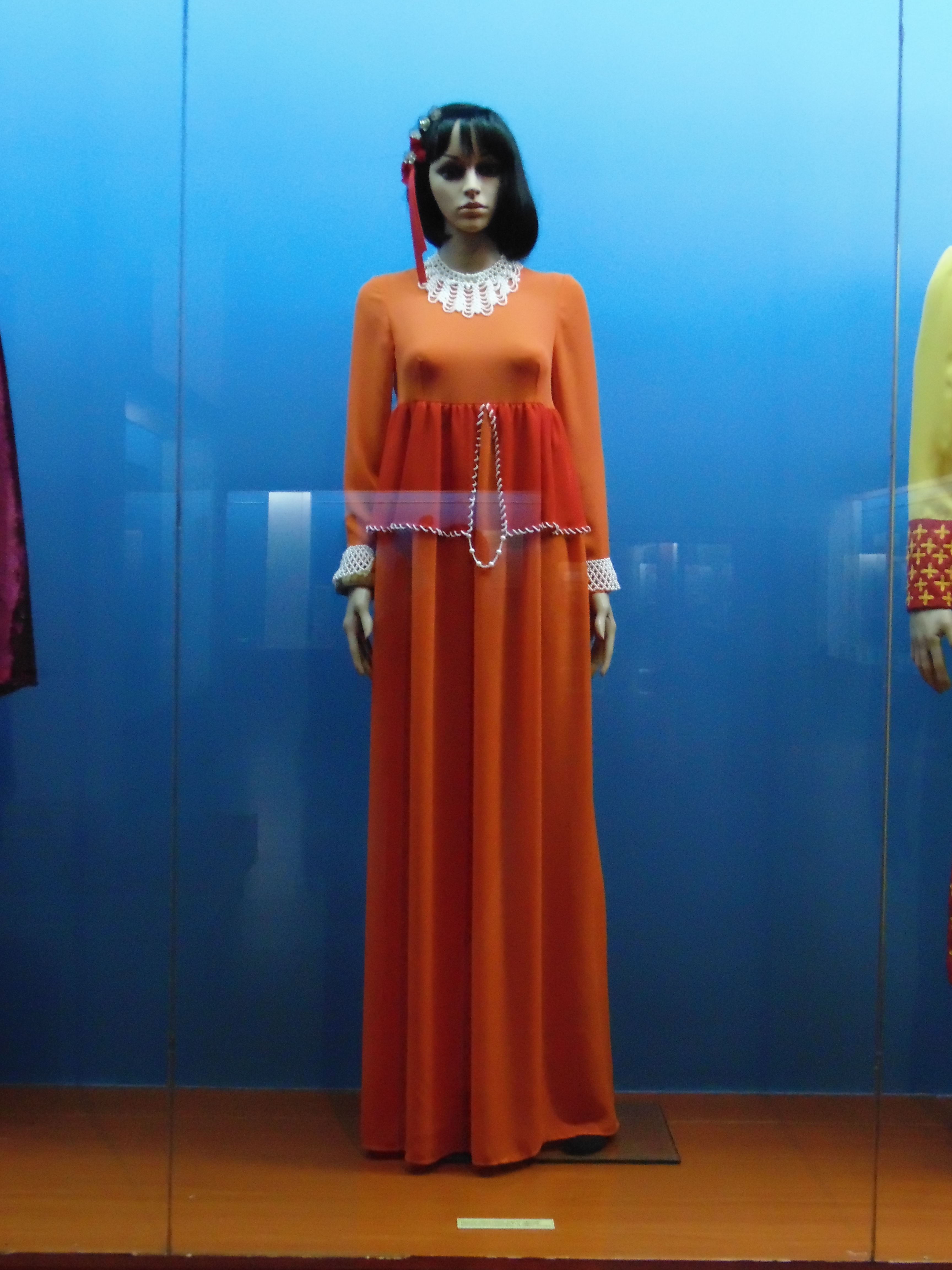
Согдийская женская одежда Афрасиаба (Самарканд, Узбекистан). Национальный музей Таджикистана, Душанбе.
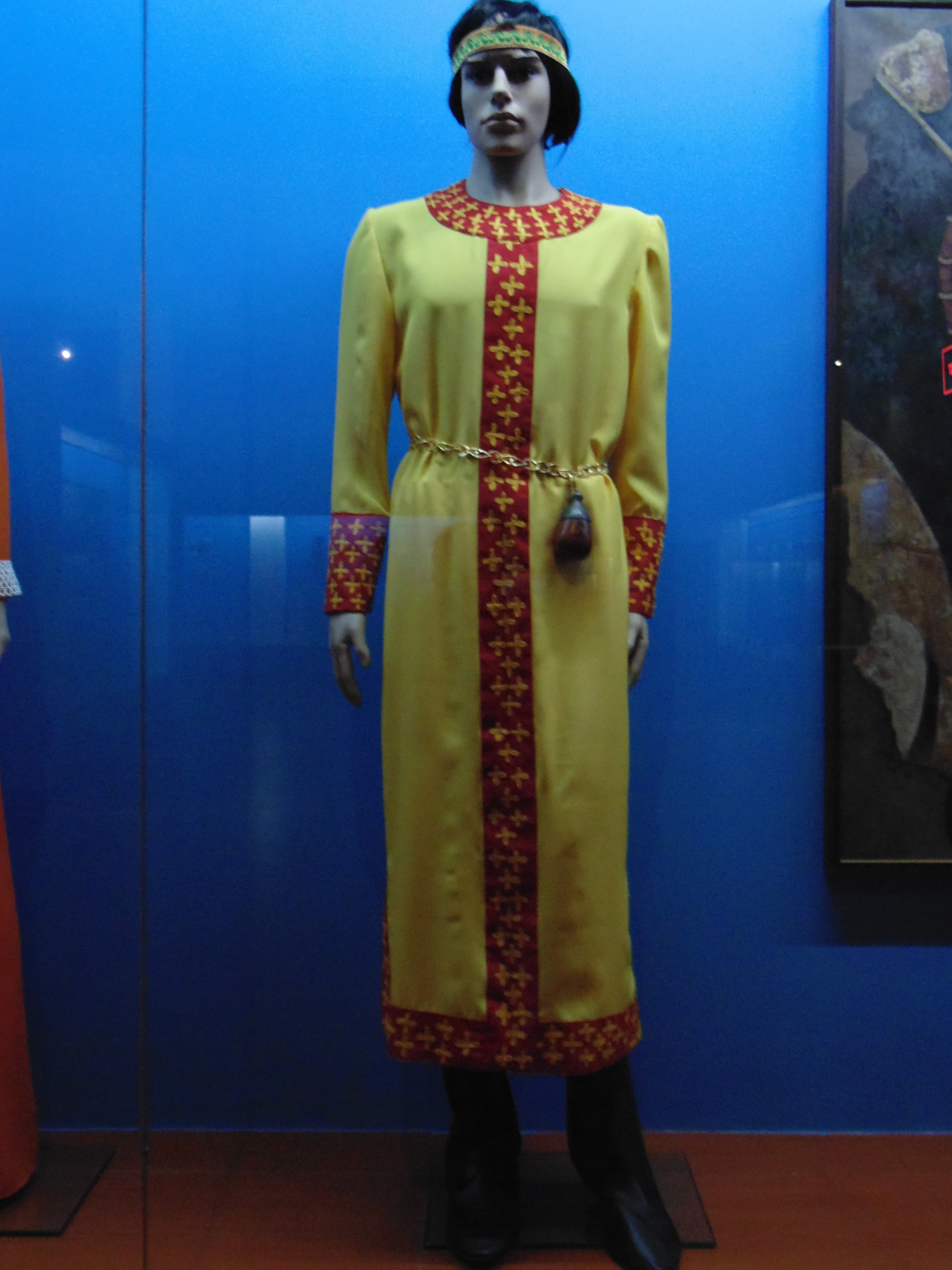
Согдийская мужская одежда Пенджикента (Таджикистан). Национальный музей Таджикистана, Душанбе.

Одежда обоих полов была довольно плотной, тонкая фигура с узкой талией и запястьями высоко ценились. Сходство многих элементов одежды для мужчин и девушек было типичным для согдийцев. Цветовая гамма плечевой одежды обычно была трехцветной, а платья и брюки обычно были красного цвета, белого цвета… Силуэты для взрослых мужчин и девушек подчеркивали широкие плечи и сузились до пояса; силуэты для женщин-аристократов были более сложными. Согдийская одежда пережила сильный процесс исламизации в последующие века, при этом сохраняя и некоторые первоначальные элементы. Вместо них стали распространяться тюрбаны и кафтаны.
Господствующее положение тюрок в Центральной Азии делало их костюмы популярными. В этом случае в иногородней среде этнические знаки выступали как декоративный элемент. Например, тюркские кафтаны в живописи Афрасиаба не имели боковых разрезов на подоле, декоративной тканью обшивались только ворот и концы рукавов и в соответствии со стилем придворной одежды максимально удлинён. Но тюркская одежда в живописи Пенджикента уже имела боковые разрезы, обшитые декоративной тканью, декорируются полы и изменяется оформление ворота.

### Религия
В рассматриваемый период в Согде доминировал зороастризм. Из зороастрийских божеств популярными среди населения региона являлись Нана и Митра.
Культ Наны происходит от шумер, а позже был воспринят аккадцами, эламитами, арамеями, греками-эллинистами, египтянами, сирийцами, затем согдийцами, хорезмийцами, бактрийцами. Однако, согдийцы поклонялись и другим божествам. В Согде в V—VII вв. н. э. хоронили не трупы умерших, а только их кости, что связано с почитанием огня, воды и земли, то есть с зороастризмом. Очищенные кости складывались в особые керамические вазы — оссуарии, или «костницы», которые затем хранились в усыпальницах — наусах, сооружавшихся за городской стеной. Такая традиция не характерна для Ирана, где, очевидно, господствовал другой вариант зороастризма.
Согдийцев отличала терпимость к различным религиозным направлениям, представленным в их обществе (буддизм, манихейство, несторианство, зороастризм). Основными источниками информации о согдийцах и их языке являются религиозные тексты, дошедшие до нашего времени.
Святитель Епифаний, епископ Кипрский (315—403), повествуя об апостоле Андрее Первозванном, указывает, что тот проповедовал Евангелие Иисуса Христа скифам и согдаем (согдийцам).

### Согдийцы и тюрки
По данным востоковедов, факты наглядно иллюстрируют сближение и слияние согдийцев с тюрками. Так, например, согдийцы, переселившиеся в Дуньхуан из Согда в VII—VIII вв., в большинстве своём носили тюркские имена, причём имена эти они приобрели ещё в Согде.
Шёл процесс взаимного обогащения согдийского и тюркского языков. В ранних эпиграфических надписях древнетюркских каганов согдийский являлся официальным языком. В согдийских текстах мугских документов встречается заимствования из тюркского языка. Например, «yttuku» — «посылать», «посольство», «bediz» — «резьба, орнамент» и другое. В одном из мугских документов фиксируется тюркский титул «тархан» при дворе пенджикентского правителя. Там же встречается чисто тюркское слово «sozum» — «мой приказ», дословно «моё слово».

## Галерея

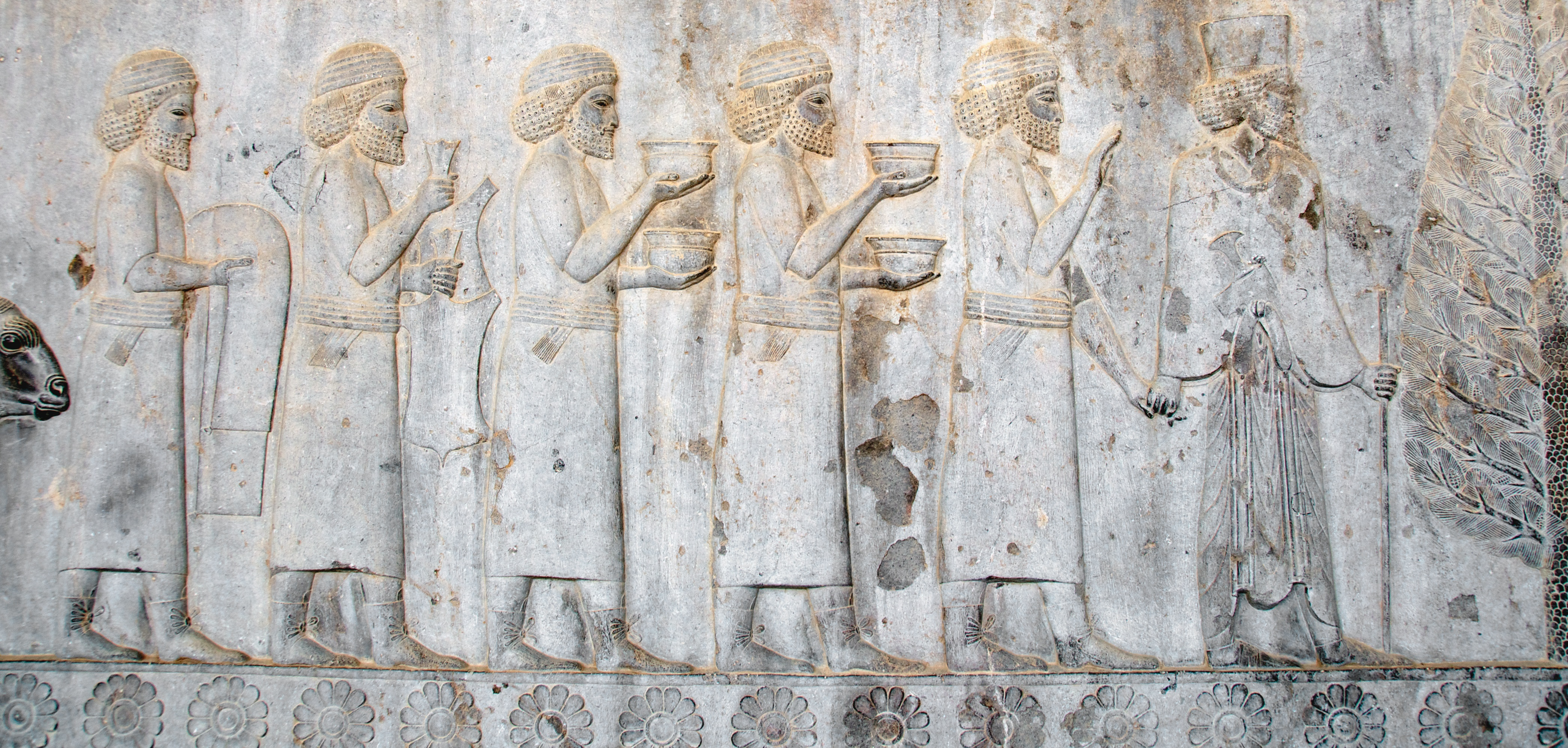
Согдийцы на Ахеменидском рельефе из Ападаны Персеполя, предлагающие дары персидскому царю Дарию I, V в. до н. э.
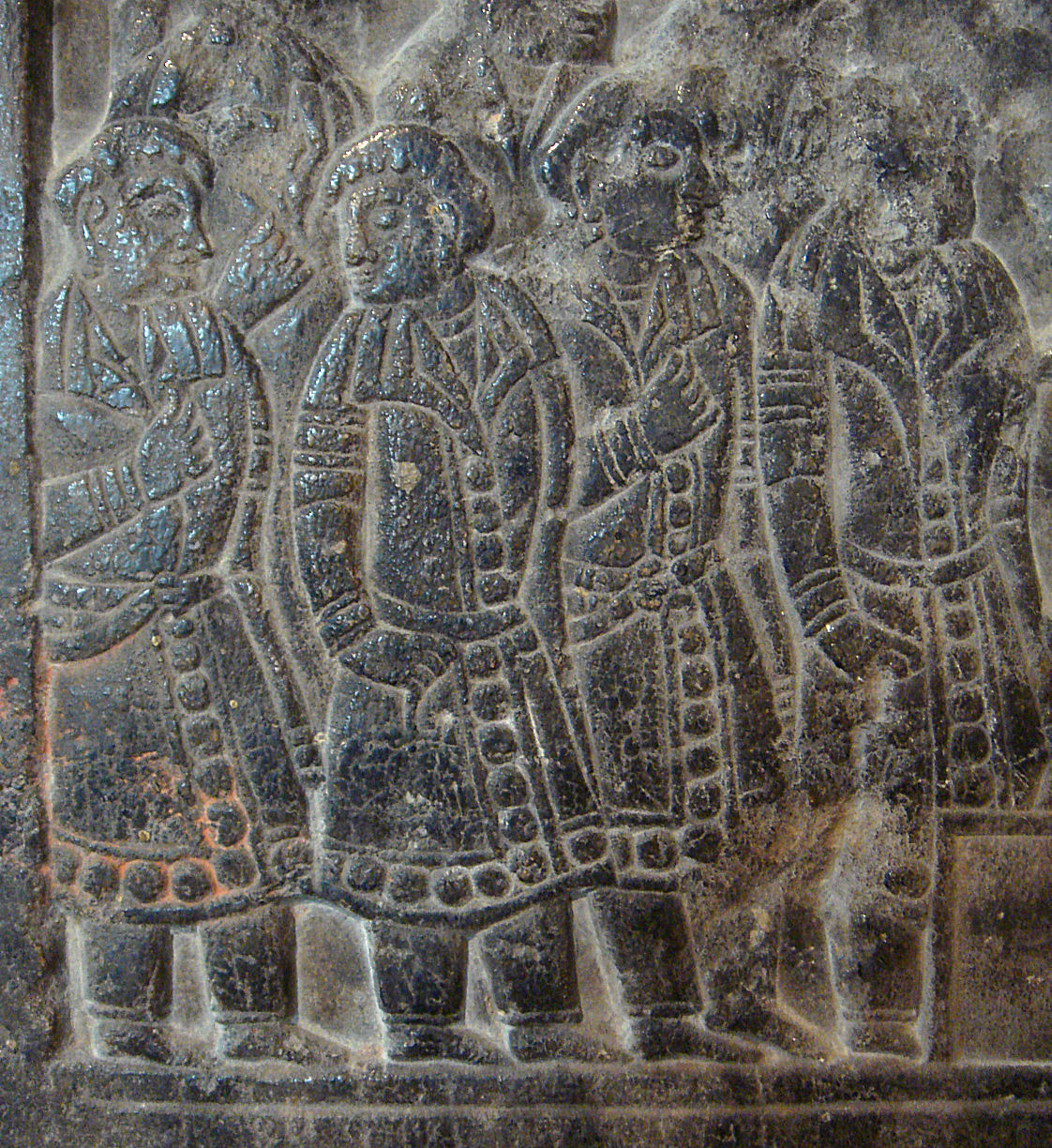
Согдийцы, изображённые на китайском согдийском саркофаге династии Северной Ци (550-577 гг. н. э.)
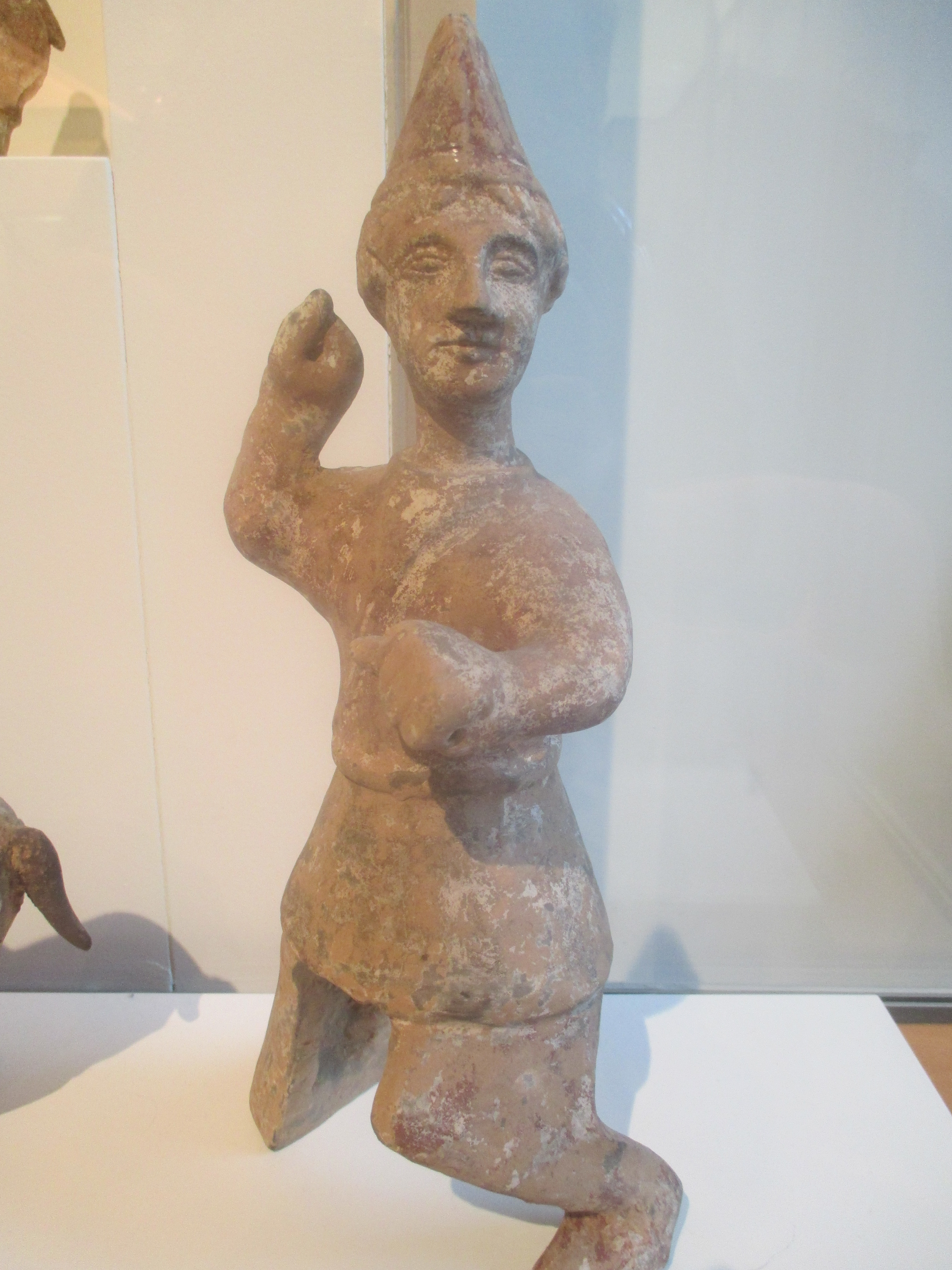
Китайская (Восточная Хань, 25-220 гг. н. э.) керамическая статуэтка согдийского каравановожатого Шёлкового пути в типично согдийской шапке
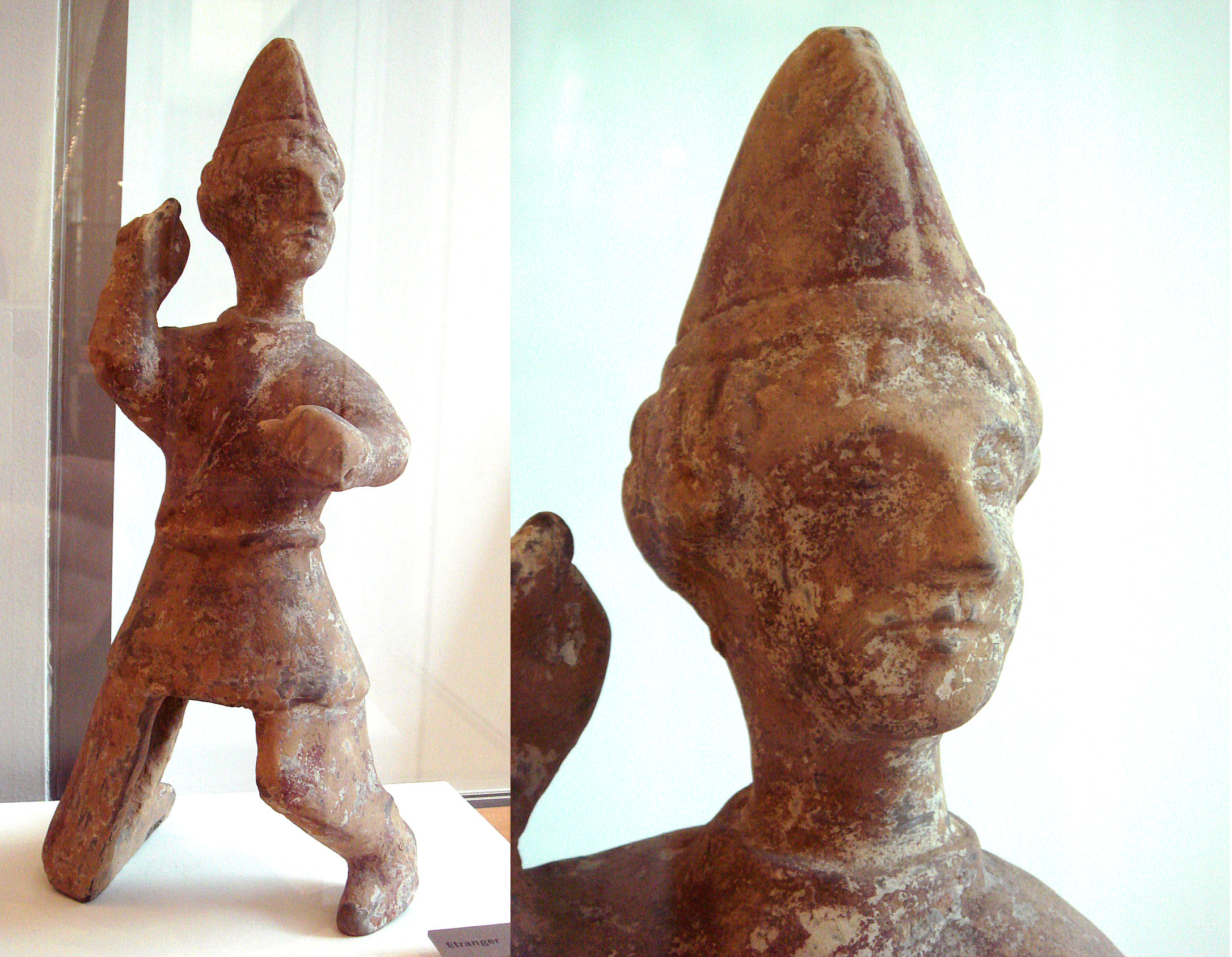
Согдийский воин, Восточная Хань, начало III в. н. э., полихромная терракота. Музей Гиме, Париж
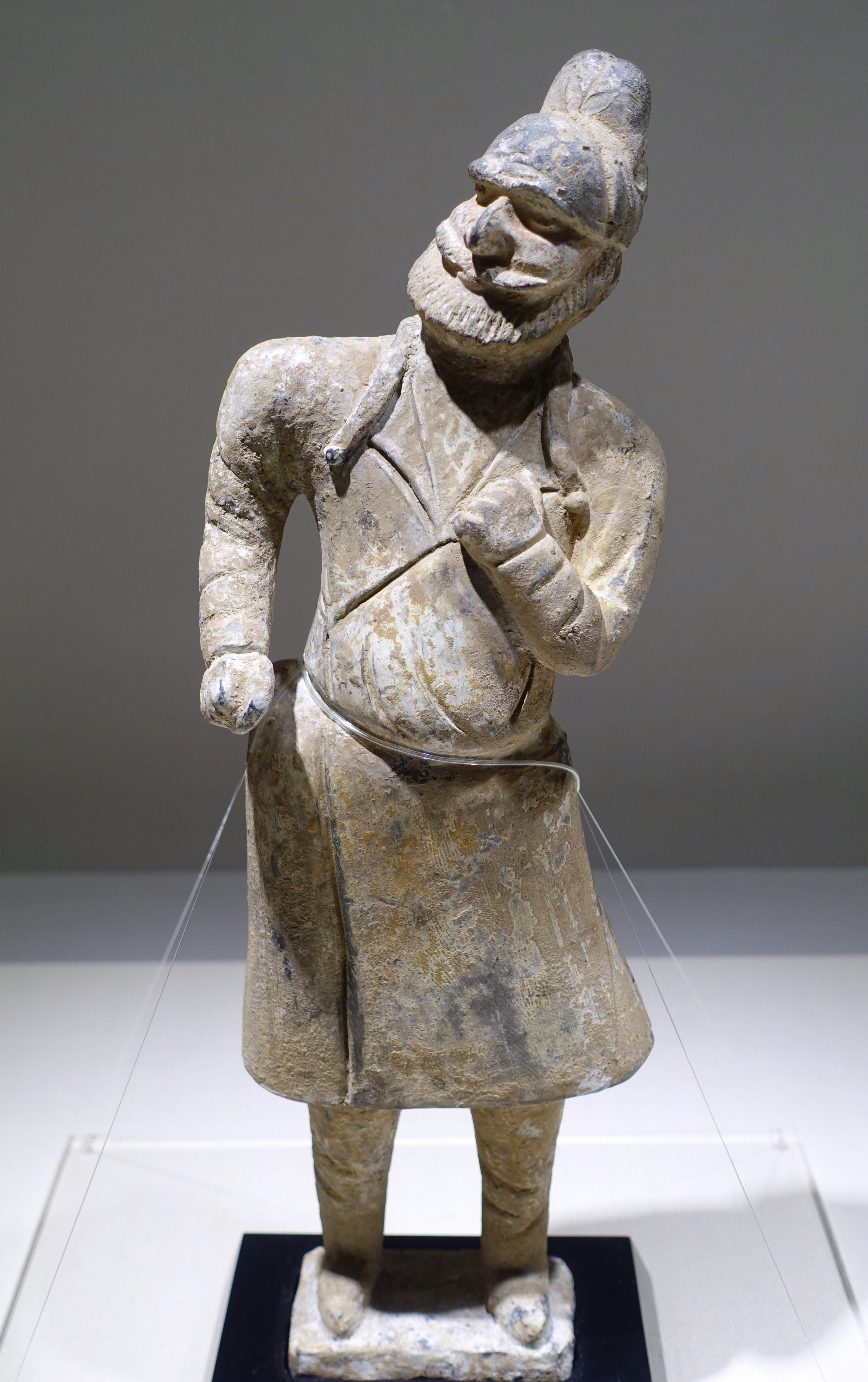
Статуэтка согдийского придворного из серой керамики, китайская династия Тан, VII век н. э.
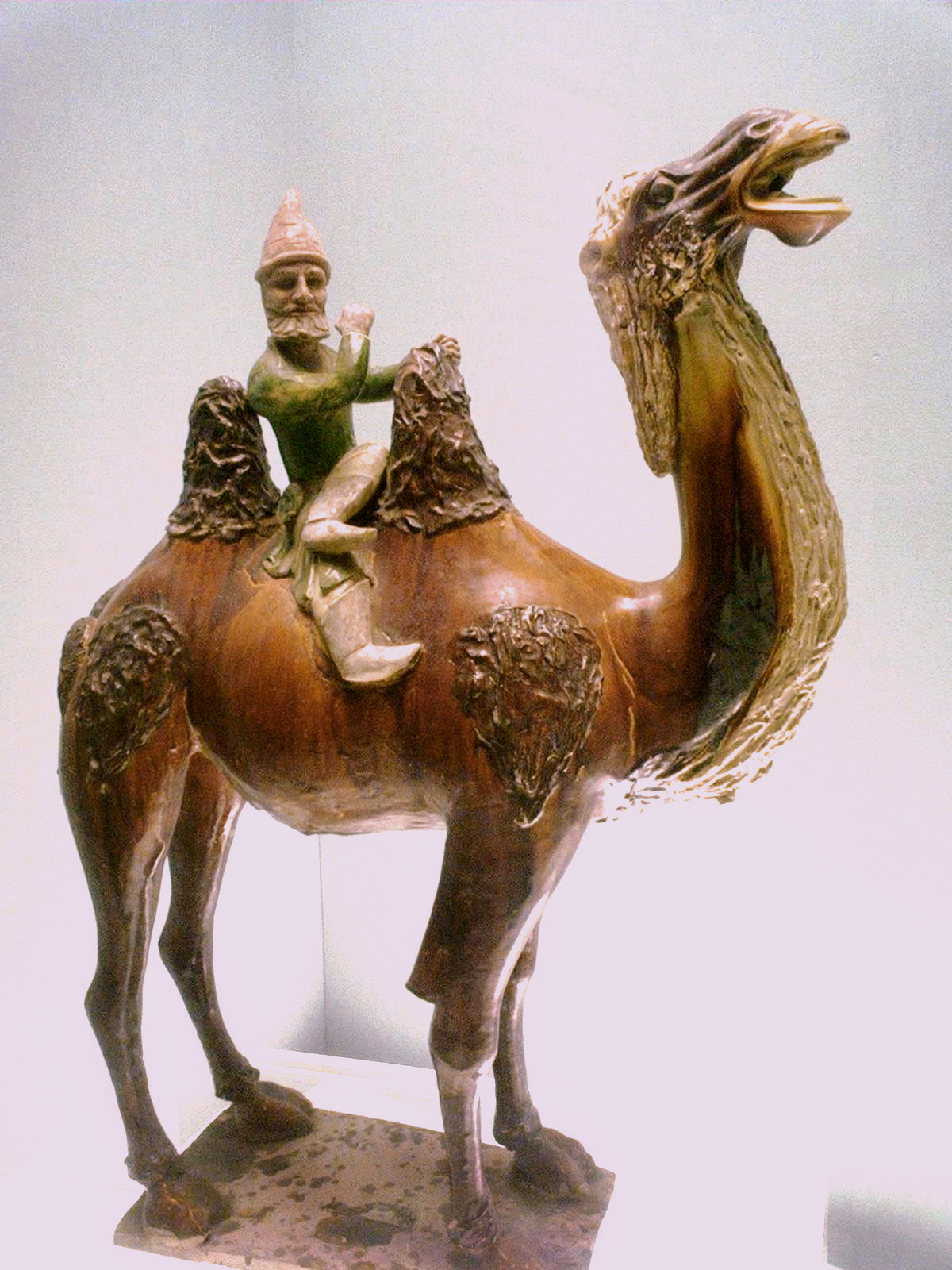
Китайская фарфоровая статуэтка династии Тан согдийского купца, едущего на бактриане
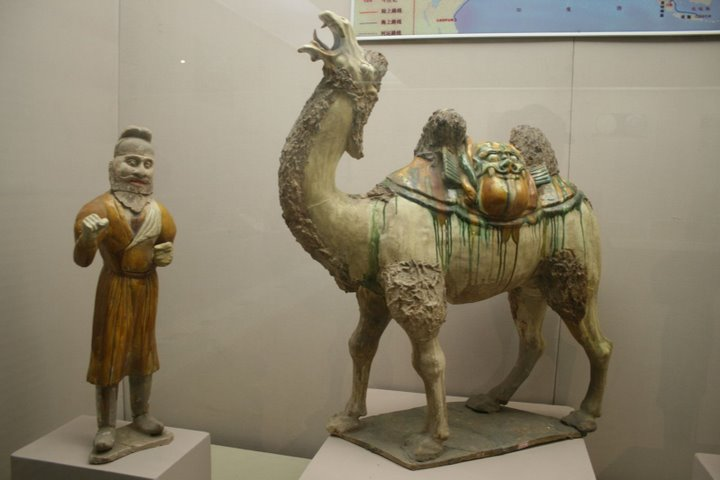
Верблюд и согдиец. Глазурованная керамика в стиле сань-цай, эпоха Тан (618-907 гг.).
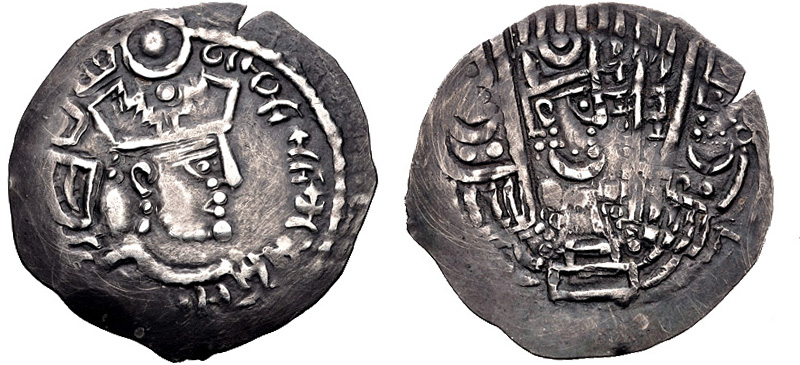
Чеканная монета Хунака, правителя Бухары, начало VIII в. н. э., с изображением коронованного правителя на аверсе и зороастрийского огненного алтаря на реверсе
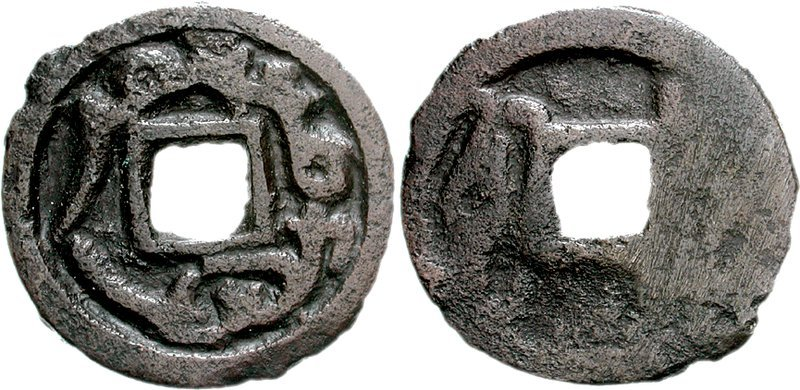
Монета Тархуна, правителя Самарканда
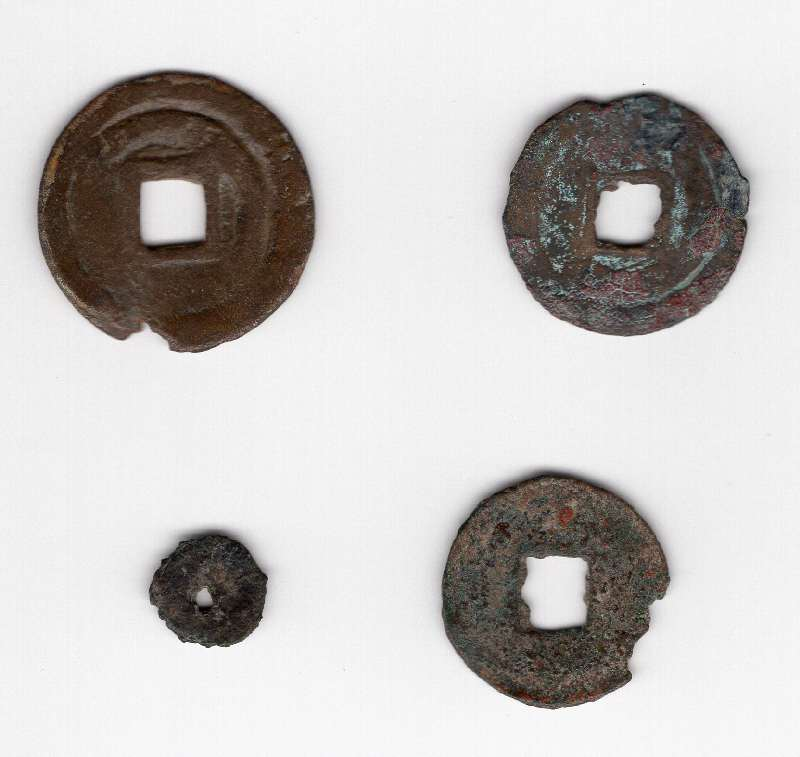
Монеты из Согдианы
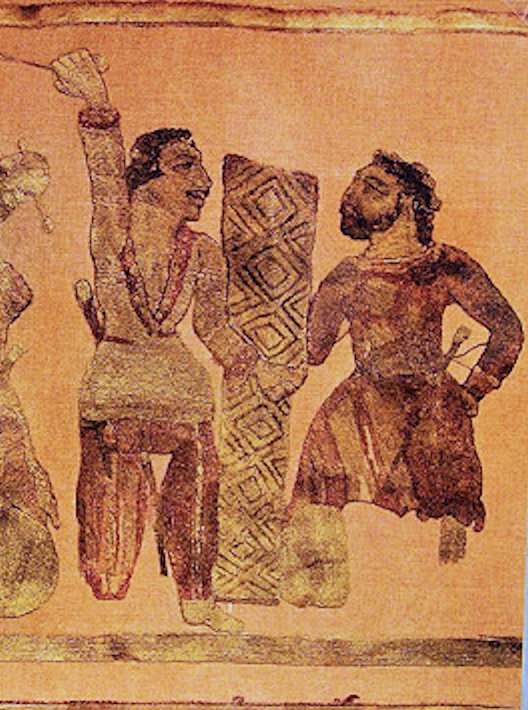
Юэчжи (слева) сражается с согдийцем за щитом (справа), ковёр Ноин-Ула[англ.], I век до н. э./н. э.
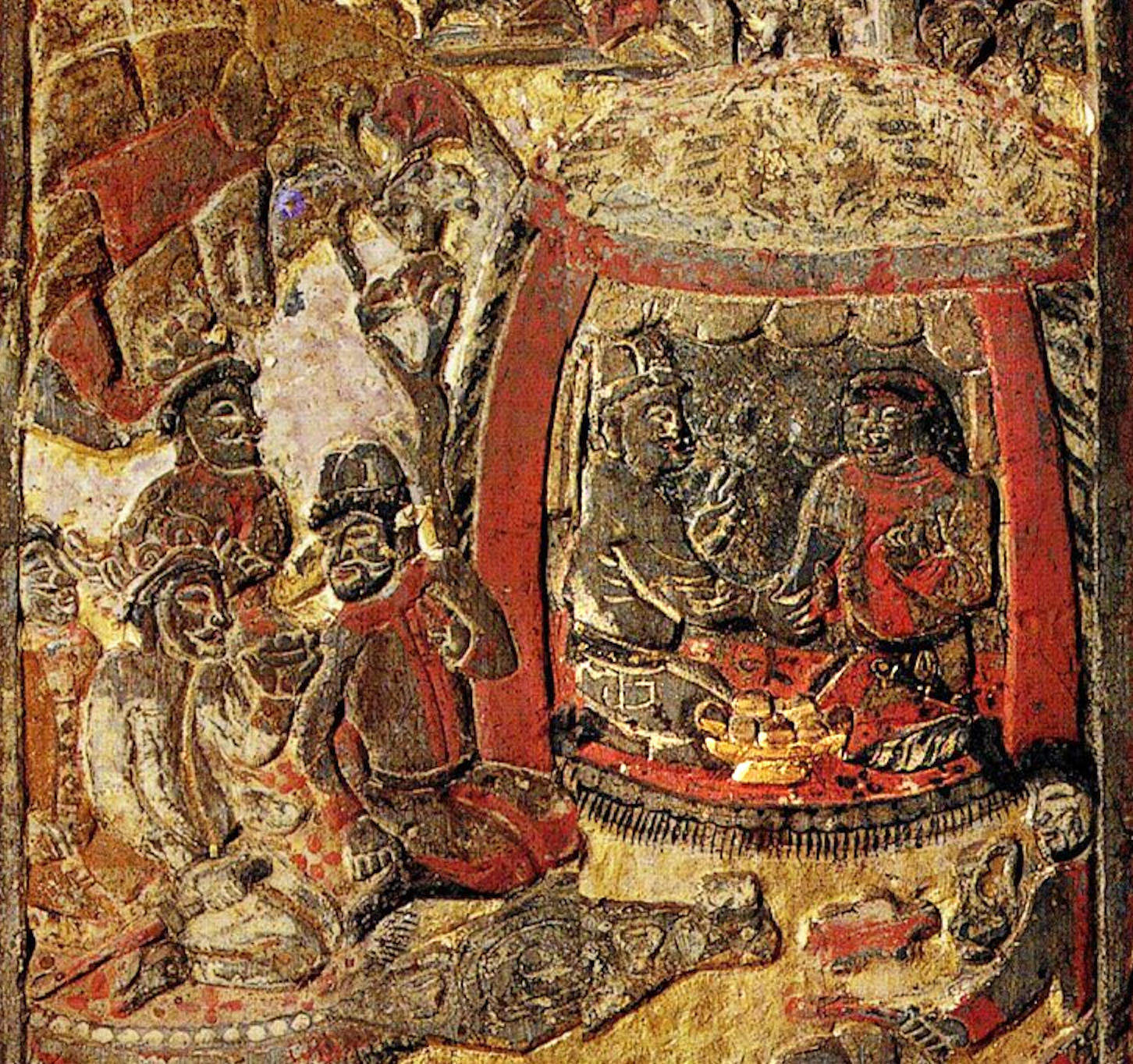
Согдийский купец Ань Цзя с тюркским вождём в его юрте. 579 г. н. э.
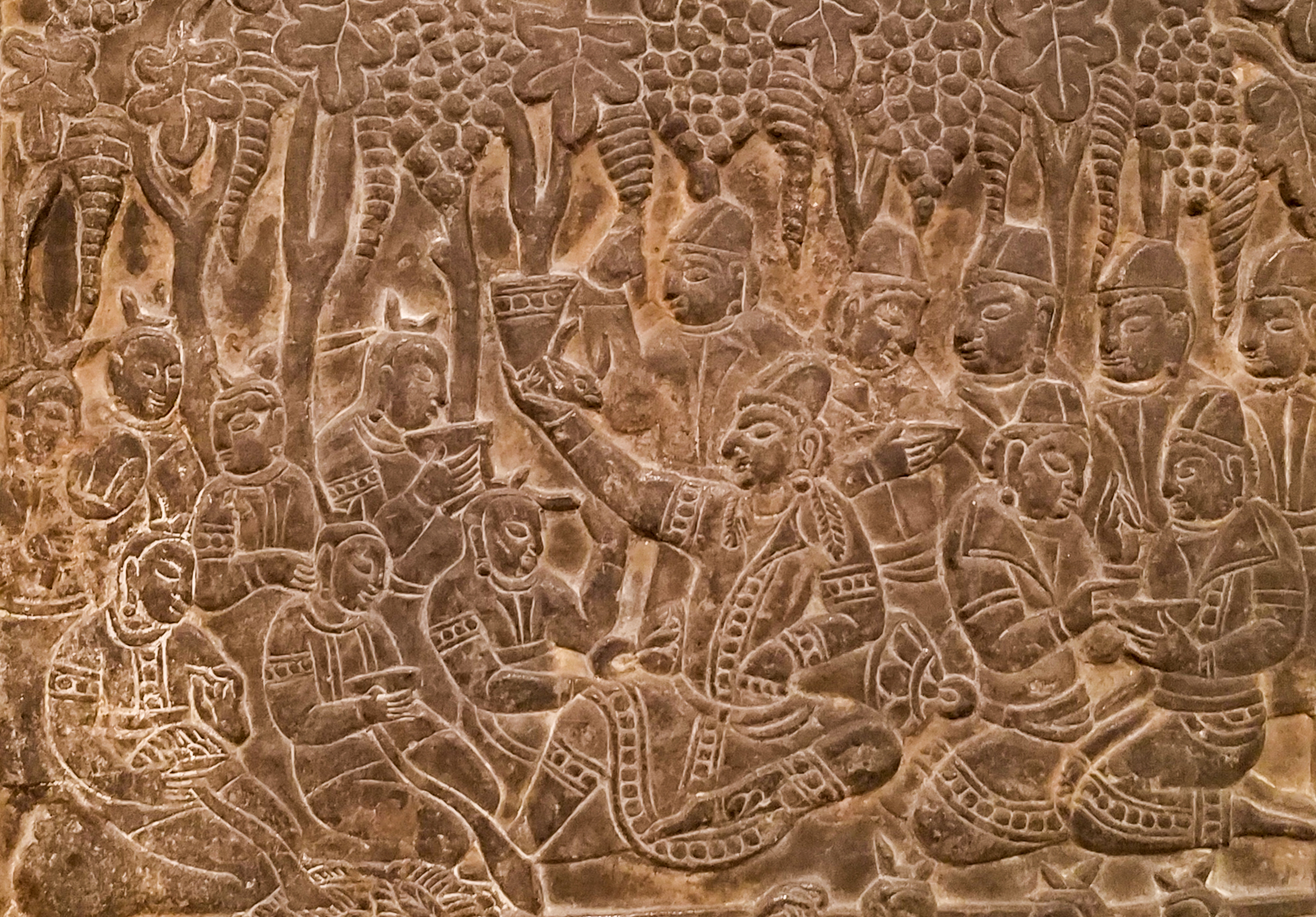
Согдийцы произносят тост, женщины в китайских головных уборах. Погребальный саркофаг Аньяна, 550–577 гг. н. э.
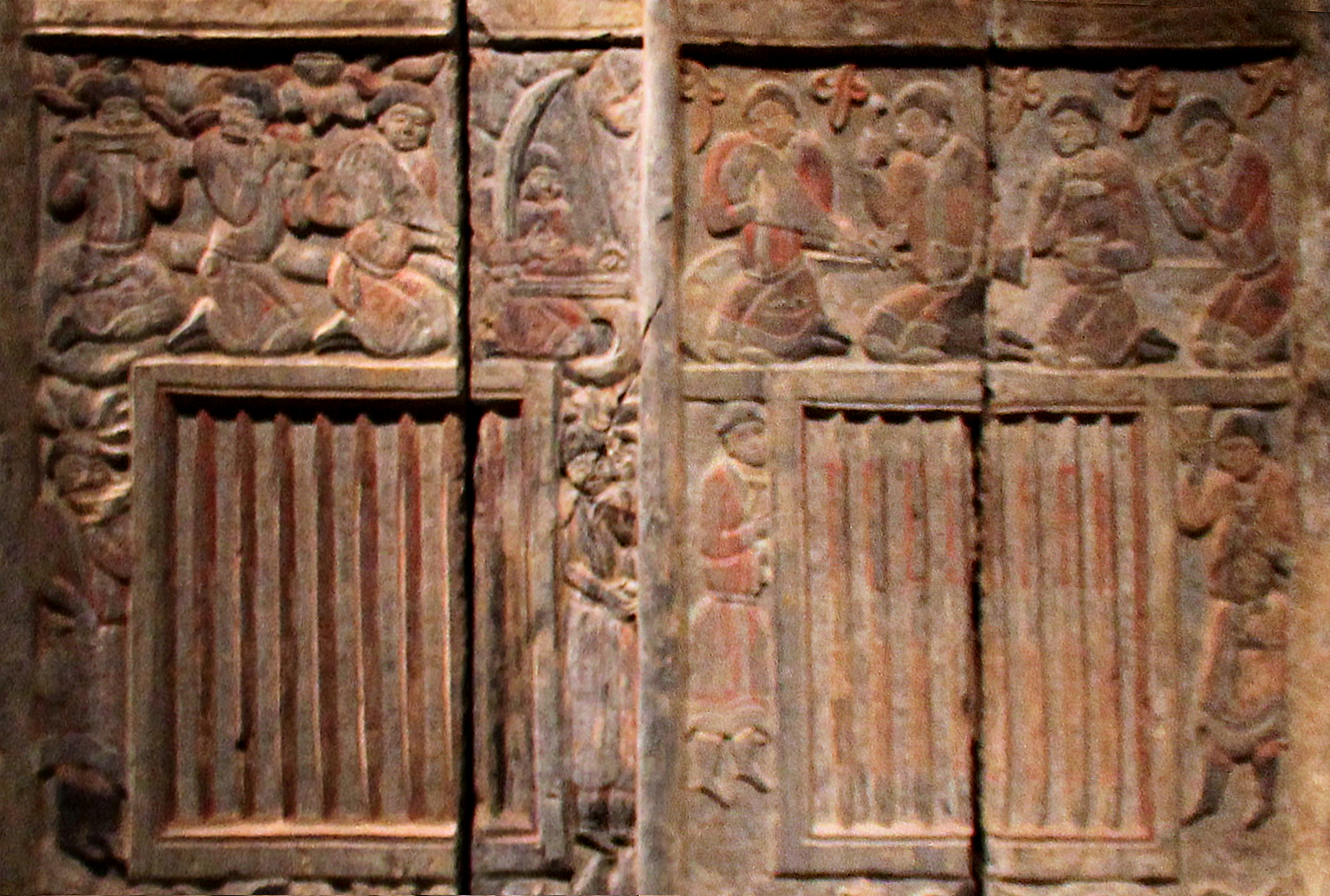
Согдийские музыканты и слуги, 580 год нашей эры
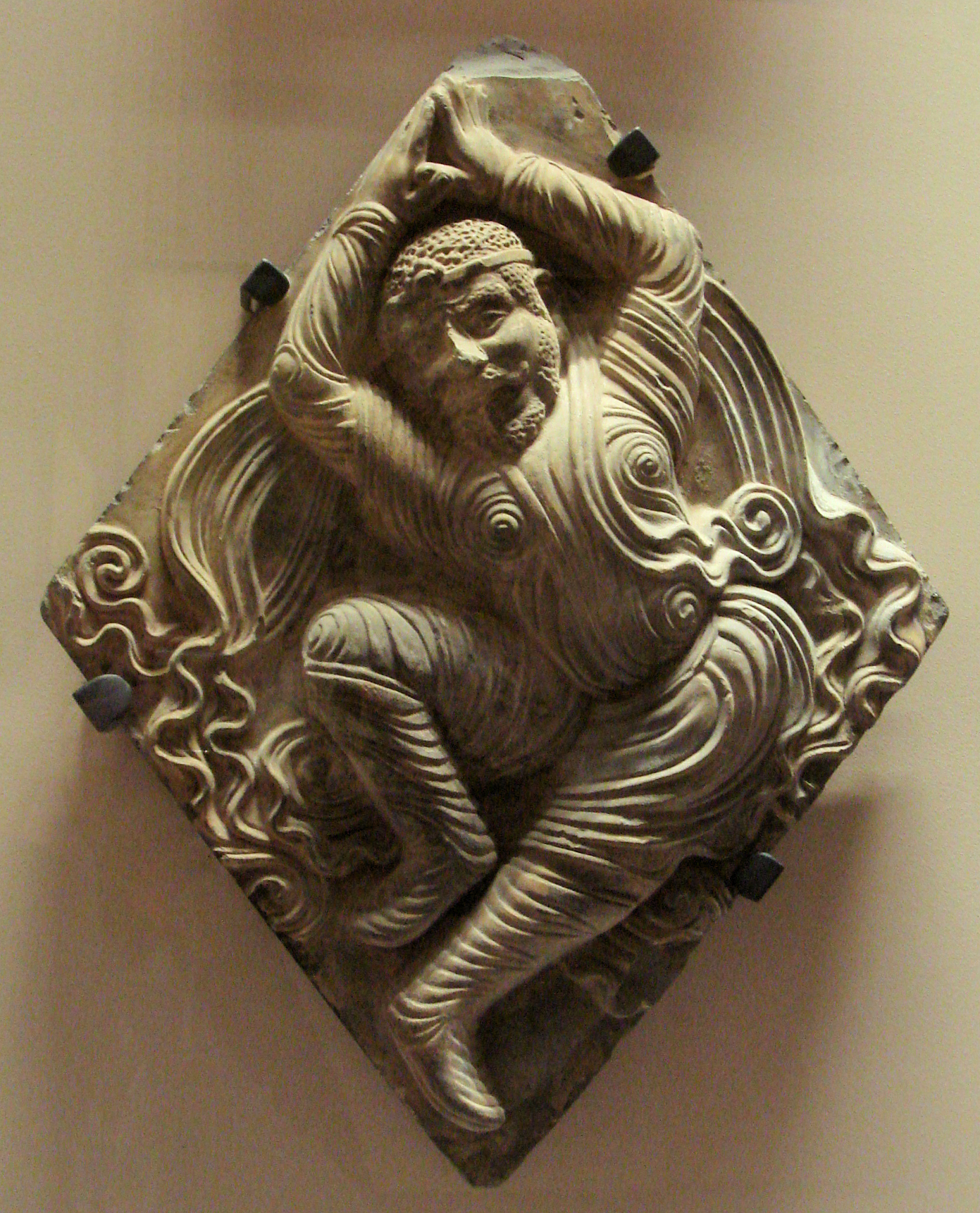
Согдийский танцор хутэна, пагода храма Сюдин, Аньян, провинция Хэнань, Китай, династия Тан, VII век
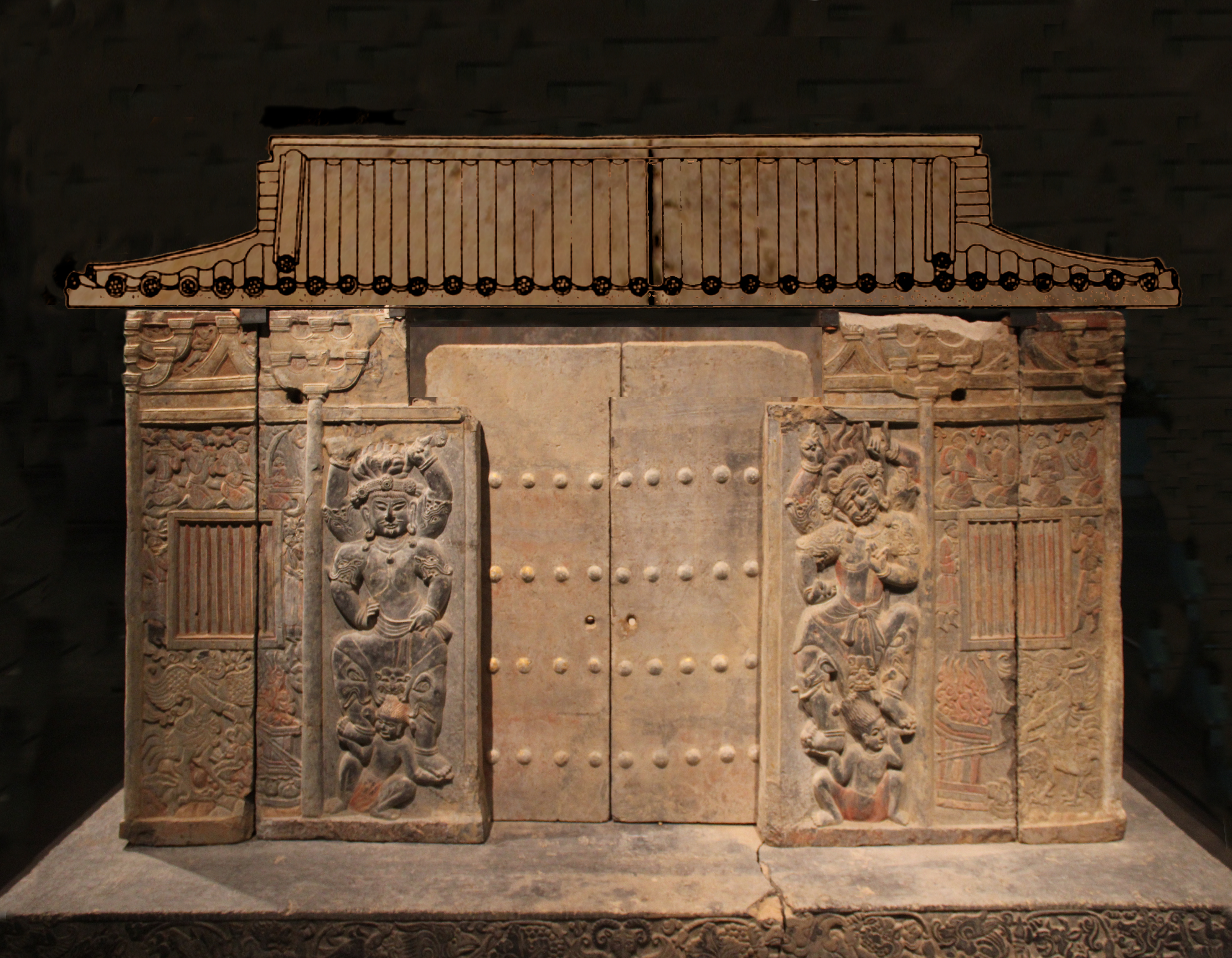
Гробница Виркака[англ.], согдийского чиновника в Китае. Построена в Сиане в 580 г. н. э., во время династии Северной Чжоу. Городской музей Сианя[англ.].
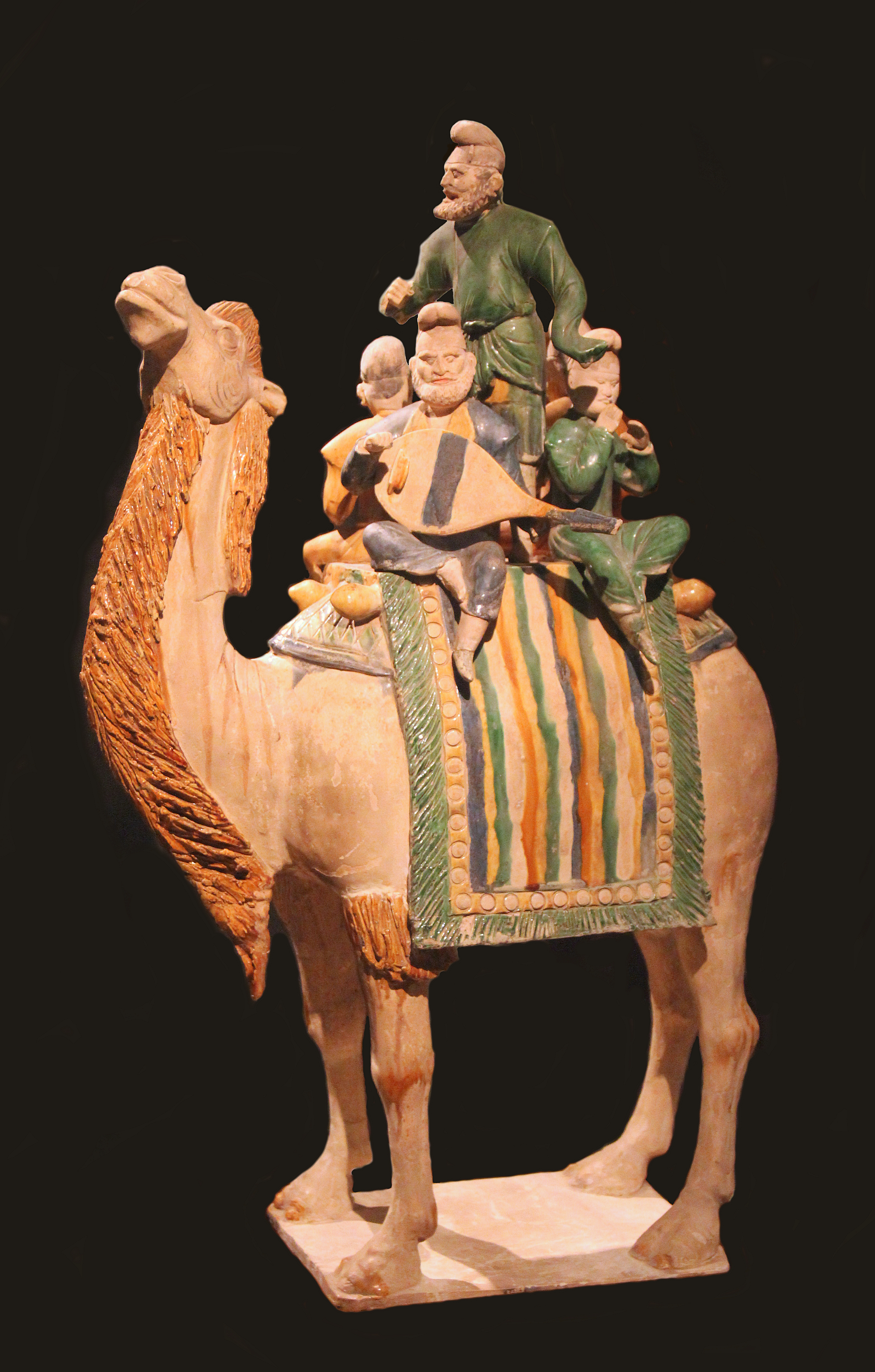
Статуэтка в стиле сань-цай династии Тан согдийских купцов верхом на бактриане